# I Have Nothing
«I Have Nothing» —en español: «No tengo nada»— es una balada interpretada por la cantante estadounidense Whitney Houston, lanzada como el tercer sencillo del álbum The Bodyguard: Original Soundtrack Album (1992), la banda sonora de la película El guardaespaldas, en donde la cantante debuta como artista de cine. Fue publicado bajo el sello discográfico Arista el 20 de febrero de 1992.  Considerada en la historia de la música una de las canciones más elegantes y pasionales.

## Historia
Fue escrita por David Foster y coescrita por Linda Thompson en 1991, la canción es una balada con una orquestación rica y poderosa acerca del amor profundo y el compromiso, lo que resalta en versos como "I don't want to go where you don't follow" ("No quiero ir hacia donde tú no vayas") y "Stay in my arms if you dare/ or must I imagine you there/ Don't walk away from me/ I have nothing, nothing, if I don't have you" ("Quédate en mis brazos si te atreves/o deberé imaginar que estás allí/No te alejes de mí/No tengo nada, nada, si no te tengo").
La canción ha sido una elección popular en el programa buscatalentos de la televisión estadounidense American Idol. Sin embargo, no debe confundirse con "I Who Have Nothing" canción popularizada por los cantantes Ben E. King y Shirley Bassey.

## Lista de canciones
CD-Maxi (Arista 74321 14158 2 - 1993)
1. «I Have Nothing» ― 4:45
2. «Where You Are» ― 4:10
3. «Lover For Life» ― 4:48

Sencillo 7" (Arista 74321 14158 7 - 1993)
A «I Have Nothing» ― 4:45
B «Where You Are» ― 4:10

## Posicionamiento en listas
| Lista (1993)                           | Máxiama posición |
| -------------------------------------- | ---------------- |
| Alemania (Offizielle Deutsche Charts)  | 39               |
| Australia (ARIA)                       | 28               |
| Canadá (RPM Top Singles)               | 1                |
| Estados Unidos (Billboard Hot 100)     | 4                |
| Estados Unidos (Radio Songs)           | 1                |
| Estados Unidos (Adult Contemporary)    | 1                |
| Estados Unidos (Hot R&B/Hip-Hop Songs) | 4                |
| Estados Unidos (Mainstream Top 40)     | 3                |
| Estados Unidos (Rhythmic)              | 5                |
| Francia (SNEP)                         | 29               |
| Nueva Zelanda (Recorded Music NZ)      | 20               |
| Países Bajos (Mega Single Top 100)     | 23               |
| Reino Unido (UK Singles Chart)         | 3                |
| Suiza (Schweizer Hitparade)            | 39               |

## Versión en español
- La versión en español fue dada a conocer como "No tengo nada" por la misma Whitney Houston, aunque no alcanzó el mismo éxito que su original en inglés en su momento. No fue hasta 2012 cuando la joven cantante mexicana Irlanda Valenzuela la dio a conocer nuevamente en el programa de TV Pequeños Gigantes.